# Mikołaj Rosnowski
Mikołaj Rosnowski herbu Ogończyk – łowczy lwowski w 1708 roku, podwojewodzi lwowski w latach 1699–1712, konsyliarz ziemi sanockiej w konfederacji sandomierskiej 1704 roku.